# Курт Крюгер
Курт Крюгер (швед. Kurt Kreuger; 22 грудня 1913 — 16 січня 2005) — шведський боксер напівлегкої ваги, чемпіон Європи з боксу (1947), шестиразовий чемпіон Швеції (1938, 1939, 1941—1944).

## Життєпис
На першому повоєнному чемпіонаті Європи з боксу 1947 року в Дубліні (Ірландія) почергово переміг Гонсало Переса (Іспанія), Алексія Анткевича (Польща), Лайоша Фегера (Угорщина) та у фіналі — Пітера Магвайра (Ірландія), ставши чемпіоном Європи.
Того ж, 1947, року перейшов у професійний бокс. Провів 6 поєдинків, у 5 з яких одержав перемогу.